# Triparma columacea
Espèce
Triparma columacea est une espèce d’algues de la famille des Triparmaceae. C’est l’espèce type du genre Triparma.

## Liste des sous-espèces
Selon World Register of Marine Species (3 février 2019) :
- sous-espèce Triparma columacea subsp. alata H.J.Marchant, 1987